# Battersea-skjoldet
Battersea-skjoldet er et skjold fra slutningen af jernalderen i keltisk stil, der blev fundet i Themsen i 1857 under udgravningerne til den bro, som gik forud for den nuværende Chelsea Bridge. Skjoldet er udført i bronze, der har siddet på en træplade, som nu er forsvundet. Det er dateret til ca. 350-50 f.v.t.
Skjoldet er udstillet på British Museum, og der findes en kopi på Museum of London.